# Ugglarp
Ugglarp is een plaats in de gemeente Falkenberg in het landschap Halland en de provincie Hallands län in Zweden. De plaats heeft 90 inwoners (2000) en een oppervlakte van 29 hectare.